# Huncoat
Huncoat – wieś w Anglii, w hrabstwie Lancashire, w dystrykcie Hyndburn. Leży 35 km na północ od miasta Manchester i 293 km na północny zachód od Londynu. W 2001 miejscowość liczyła 4400 mieszkańców.